# Marguerite Radideau

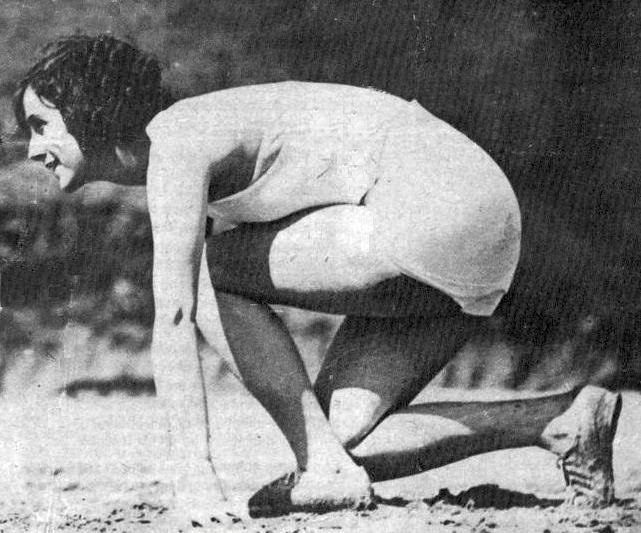
Marguerite Radideau (entre 1925 et 1930).

Marguerite Radideau, épouse Schoebel, née le 5 mars 1907 à Paris et morte le 14 mars 1978 dans la même ville, est une athlète française, spécialiste du sprint durant les années 1920 et licenciée aux Linnet's de Saint-Maur.

## Biographie
Marguerite Radideau naît le 6 mars 1907 à Paris. Elle est la fille de Théophile Lucien Radideau, ingénieur, et de Louise Anna Harmant. Elle vient au sport en 1924 lorsque deux compagnes de l’école supérieure de Saint-Maur lui vantent le sport en extérieur. Elle adhère aux Linnet's de Saint-Maur et brille rapidement dans les compétitions féminines. Marguerite Radideau domine dès sa première saison les championnats de Paris et de France de 80 m et établit le record national de la distance en 10 s 2. L'athlète enchaîne les rencontres internationales, s'inclinant sur 100 yards à Londres avant de battre les Tchèques au stade Pershing puis les Belges sur une distance de 80 m.
En 1925, Marguerite Radideau gagne les championnats de France sur 80 m et 250 m, sur cette dernière distance, elle s'empare du record national en 34 s 4. Elle sort victorieuse de la rencontre entre la France et la Belgique sur les deux distances.
Le 13 juin 1926, la coureuse de Saint-Maur remporte le championnat de Paris sur 80 m en égalant son record de France de 10 s 2, sur 250 m et en saut en hauteur sans élan. Huit jours plus tard, elle bat le record du monde du 100 yards en 11 s 2 au stade de la Porte-Dorée. Le 14 juillet 1926, elle ajoute deux titres de championne de France sur 80 m et 250 m,. À Prague, dans une rencontre France-Tchécoslovaquie-Yougoslavie, elle égale le record du monde du 80 m en 10 s et remporte le 200 m en 26 s 6. Marguerite Radideau fait l’impasse sur la rencontre contre la Belgique pour préparer les Jeux mondiaux féminins de 1926. En Suède, elle termine à la première place en 60 m avec un temps de 7 s 8 et du 100 yards en 11 s 4, et troisième du 250 m en 35 s 8, fatiguée par sa série et la finale du 100 yards,.
Après avoir quitté l'école primaire supérieure de Saint-Maur à la fin de l'année scolaire 1924-1925, Marguerite Radideau obtient un brevet élémentaire de professeur de culture physique puis un brevet supérieur. Sa préparation à son examen de professeur d'éducation physique l’éloigne des compétitions sportives lors de l'année 1928. Devenue professeur d'éducation physique, elle cesse la compétition en 1931, après avoir épousé Émile Schoebel, plongeur français international. Ensemble, le couple a trois enfants, dont Pierre, qui sera détenteur du record de France du 110 mètres haies.

## Palmarès
- 11 sélections en équipe de France A, de 1924 à 1931

- Détentrice du record du monde du 60 m en 1926, en 7 s 3/5 (à Stockholm)
- Détentrice du record du monde du 80 m en 1926, en 10 s
- Détentrice du record du monde du 100 yards en 1926, en 11 s 1/5
- Le 15 juillet 1928 à Paris, elle établit un nouveau record du monde du relais 4 × 100 m aux côtés de ses coéquipières du Linnet's Saint-Maur Lucienne Velu, Georgette Gagneux et Simone Warnier, dans le temps de 50 s
- Détentrice, en 1928, de dix records de France du 50 au 250 mètres, et de quatre autres en relais
- Détentrice du record de France du 100 m à 3 reprises, durant 13 ans
- Seconde athlète mondiale sur 100 m en 1924

- Médaille d'or du 60 m aux 2èmes Jeux mondiaux féminins FSFI de 1926, en 7 s 8 (à Göteborg, en août)
- Médaille d'or du 100 Yards aux Jeux mondiaux féminins de 1926, en 11 s 8
- Médaille d'argent au relais 4 × 110 Yards aux Jeux mondiaux féminins de 1926
- Médaille de bronze du 250 m aux Jeux mondiaux féminins de 1926, en 34 s 0
- 8 titres nationaux du 60 au 250 mètres, dès 1924[8],[9]:
- Championne de France du 60 m en 1930
- Championne de France du 80 m en 1924, 1925 et 1926
- Championne de France du 100 m en 1928 et 1930
- Championne de France du 250 m en 1925 et 1926
- vice-championne de France du saut en hauteur sans élan en 1926
- vice-championne de France de lancer du poids en 1927, 1928 et 1931
- vice-championne de France de lancer du disque en 1928
- vice-championne de France du 80 mètres en 1931
- 3e du championnat de France de lancer du javelot (600g) en 1927 et 1929
- 3e du championnat de France de lancer du poids en 1929
- 4e du championnat de France de lancer du poids (3 kg 628, deux bras additionnés) en 1926

- 4e au relais 4 × 100 m olympique en 1928 (avec Lucienne Velu)
- Finaliste du 100 m olympique en 1928
- Participation aux 3e Jeux mondiaux féminins de 1930